# Красносільське (Євпаторійський район)
Красносі́льське (до 1945 року — Куна́н, крим. Qunan) — село Євпаторійського району Автономної Республіки Крим. Розташоване на півдні району.
В селі знаходиться мечеть Кунан Джамісі.
Відстань від райцентру до населеного пункта становить 59 кілометрів по прямій.